# Brodör

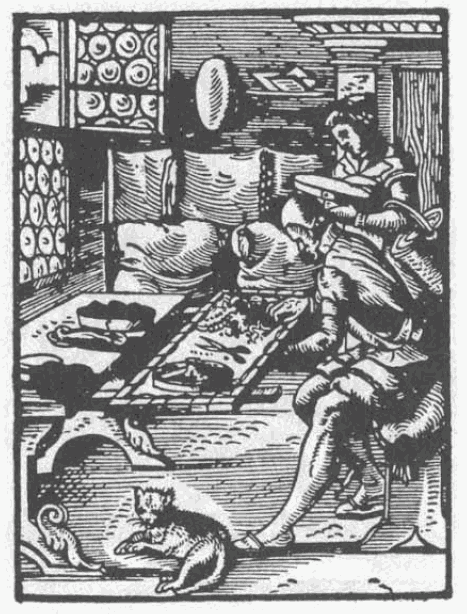
Brodörer i arbete 1568.

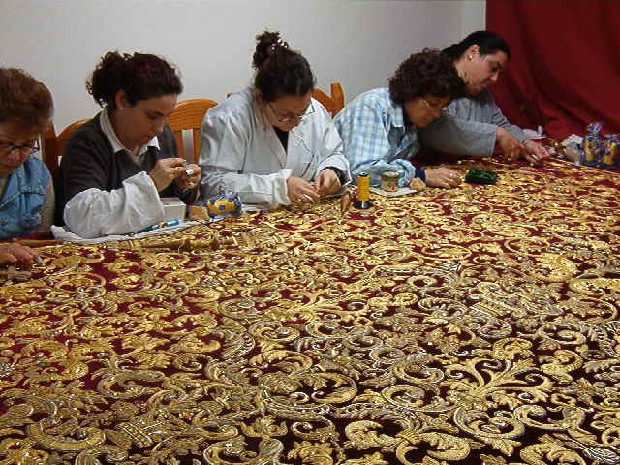
Samtida brodörer.

En brodör, om kvinnliga utövare i äldre språkbruk brodös, är en person som broderar, inte nödvändigtvis yrkesmässigt, men med en kvalitet som motsvarar yrkesmässigt broderande. Broderi är numera i huvudsak en hobbyverksamhet, men hantverket utövas även av yrkesverksamma konsthantverkare och hemslöjdare.

## Kända brodörer
- Brita-Kajsa Karlsdotter, Anundsjö, Sverige
- Annemieke Mein, Nederländerna/Australien
- Gustaf V, Sverige
- Christoffer Sergell, Sverige
- Anna Sibylla Sergell, Sverige
- Maria Sofia Sergell, Sverige
- Gustava Johanna Stenborg, Sverige
- Clara Waever, Danmark